# Amauris katangae
Amauris katangae är en fjärilsart som beskrevs av Sheffield Airey Neave 1910. Amauris katangae ingår i släktet Amauris och familjen praktfjärilar. Inga underarter finns listade i Catalogue of Life.